# نابي تاجيما
نابي تاجيما (باليابانية: 田島ナビ؛ بالكانا: たじま なび) (ولدت في 4 أغسطس 1900) هي معمرة يابانية. بلغ عمرها عند وفاتها 117 سنة و260 يوماً، وهي أكبر شخص على قيد الحياة يتم التحقق منه في العالم، حتى تاريخ وفاتها، وآخر شخص من مواليد القرن التاسع عشر بقي على قيد الحياة حتى القرن الحادي والعشرين، وكانت أكبر شخص ياباني وآسيوي تم التحقق منه على الإطلاق.